# Mściciel z Laramie
Mściciel z Laramie (ang. The Man from Laramie) – amerykański western z 1955 w reżyserii Anthony’ego Manna.
Ósmy i ostatni wspólny film reżysera Anthony’ego Manna i aktora Jamesa Stewarta.

## Obsada
- James Stewart – Will Lockhart
- Arthur Kennedy – Vic Hansbro
- Donald Crisp – Alec Waggoman
- Alex Nicol – Dave Waggoman
- Cathy O’Donnell – Barbara Waggoman
- Aline MacMahon – Kate Canady
- Wallace Ford – Charley O'Leary
- Jack Elam – Chris Boldt
- James Millican – szeryf Tom Quigby
- John War Eagle – Frank Darrah
- Frank DeKova – zakonnik
- Eddy Waller – dr Selden

## Fabuła
Will Lockhart przybywa do miasteczka Corodano w poszukiwaniu zabójcy swojego brata. Szybko popada w konflikt z młodym Dave'em Waggomanem, synem Aleca, właściciela wielkiego rancza. Ich spór próbuje załagodzić zarządca rancza Vic Hansbro. Wkrótce Will zostaje oskarżony o zamordowanie Dave'a.